# Geordie Shore
Geordie Shore é um reality show britânico que foi transmitido pela MTV entre 24 de maio de 2011 e 22 de novembro de 2022. Com sede em Newcastle upon Tyne, Inglaterra, foi a versão britânica do reality show americano Jersey Shore. O programa segue a vida diária de 8 a 12 colegas de casa, enquanto eles moram juntos por algumas semanas. Na primeira temporada, a casa estava localizada em Jesmond, um subúrbio de Newcastle. E a partir da segunda temporada, o programa usou uma casa no Oceana Business Park em Wallsend.

## Elenco
| Nome                 | Temporadas   | Temporadas   | Temporadas   | Temporadas   | Temporadas   | Temporadas   | Temporadas   | Temporadas   | Temporadas   | Temporadas   | Temporadas   | Temporadas   | Temporadas   | Temporadas   | Temporadas   | Temporadas   | Temporadas   | Temporadas   | Temporadas   | Temporadas   | Temporadas   | Temporadas   |
| Nome                 | 1            | 2            | 3            | 4            | 5            | 6            | 7            | 8            | 9            | 10           | 11           | 12           | AB           | 13           | 14           | 15           | 16           | 17           | 18           | 19           | 20           | 21           |
| Nome                 | Elenco Atual | Elenco Atual | Elenco Atual | Elenco Atual | Elenco Atual | Elenco Atual | Elenco Atual | Elenco Atual | Elenco Atual | Elenco Atual | Elenco Atual | Elenco Atual | Elenco Atual | Elenco Atual | Elenco Atual | Elenco Atual | Elenco Atual | Elenco Atual | Elenco Atual | Elenco Atual | Elenco Atual | Elenco Atual |
| -------------------- | ------------ | ------------ | ------------ | ------------ | ------------ | ------------ | ------------ | ------------ | ------------ | ------------ | ------------ | ------------ | ------------ | ------------ | ------------ | ------------ | ------------ | ------------ | ------------ | ------------ | ------------ | ------------ |
| James Tindale        |              |              |              |              |              |              |              |              |              |              |              |              |              |              |              |              |              |              |              |              |              |              |
| Chloe Ferry          |              |              |              |              |              |              |              |              |              |              |              |              |              |              |              |              |              |              |              |              |              |              |
| Nathan Henry         |              |              |              |              |              |              |              |              |              |              |              |              |              |              |              |              |              |              |              |              |              |              |
| Abbie Holborn        |              |              |              |              |              |              |              |              |              |              |              |              |              |              |              |              |              |              |              |              |              |              |
| Bethan Kershaw       |              |              |              |              |              |              |              |              |              |              |              |              |              |              |              |              |              |              |              |              |              |              |
| Beau Brennan         |              |              |              |              |              |              |              |              |              |              |              |              |              |              |              |              |              |              |              |              |              |              |
| Amelia Lyli          |              |              |              |              |              |              |              |              |              |              |              |              |              |              |              |              |              |              |              |              |              |              |
| Anthony Kennedy      |              |              |              |              |              |              |              |              |              |              |              |              |              |              |              |              |              |              |              |              |              |              |
| Louis Shaw           |              |              |              |              |              |              |              |              |              |              |              |              |              |              |              |              |              |              |              |              |              |              |
| Ex-membros do elenco |              |              |              |              |              |              |              |              |              |              |              |              |              |              |              |              |              |              |              |              |              |              |
| Holly Hagan          |              |              |              |              |              |              |              |              |              |              |              |              |              |              |              |              |              |              |              |              |              |              |
| Sophie Kasaei        |              |              |              |              |              |              |              |              |              |              |              |              |              |              |              |              |              |              |              |              |              |              |
| Gaz Beadle           |              |              |              |              |              |              |              |              |              |              |              |              |              |              |              |              |              |              |              |              |              |              |
| Charlotte Crosby     |              |              |              |              |              |              |              |              |              |              |              |              |              |              |              |              |              |              |              |              |              |              |
| Vicky Pattison       |              |              |              |              |              |              |              |              |              |              |              |              |              |              |              |              |              |              |              |              |              |              |
| Jay Gardner          |              |              |              |              |              |              |              |              |              |              |              |              |              |              |              |              |              |              |              |              |              |              |
| Greg Lake            |              |              |              |              |              |              |              |              |              |              |              |              |              |              |              |              |              |              |              |              |              |              |
| Ricci Guarnaccio     |              |              |              |              |              |              |              |              |              |              |              |              |              |              |              |              |              |              |              |              |              |              |
| Rebecca Walker       |              |              |              |              |              |              |              |              |              |              |              |              |              |              |              |              |              |              |              |              |              |              |
| Dan Thomas-Tuck      |              |              |              |              |              |              |              |              |              |              |              |              |              |              |              |              |              |              |              |              |              |              |
| Scotty T             |              |              |              |              |              |              |              |              |              |              |              |              |              |              |              |              |              |              |              |              |              |              |
| Marnie Simpson       |              |              |              |              |              |              |              |              |              |              |              |              |              |              |              |              |              |              |              |              |              |              |
| Aaron Chalmers       |              |              |              |              |              |              |              |              |              |              |              |              |              |              |              |              |              |              |              |              |              |              |
| Kyle Christie        |              |              |              |              |              |              |              |              |              |              |              |              |              |              |              |              |              |              |              |              |              |              |
| Marty McKenna        |              |              |              |              |              |              |              |              |              |              |              |              |              |              |              |              |              |              |              |              |              |              |
| Chantelle Connelly   |              |              |              |              |              |              |              |              |              |              |              |              |              |              |              |              |              |              |              |              |              |              |
| Elettra Lamborghini  |              |              |              |              |              |              |              |              |              |              |              |              |              |              |              |              |              |              |              |              |              |              |
| Zahida Allen         |              |              |              |              |              |              |              |              |              |              |              |              |              |              |              |              |              |              |              |              |              |              |
| Sam Bentham          |              |              |              |              |              |              |              |              |              |              |              |              |              |              |              |              |              |              |              |              |              |              |
| Eve Shannon          |              |              |              |              |              |              |              |              |              |              |              |              |              |              |              |              |              |              |              |              |              |              |
| Billy Phillips       |              |              |              |              |              |              |              |              |              |              |              |              |              |              |              |              |              |              |              |              |              |              |
| Chelsea Barber       |              |              |              |              |              |              |              |              |              |              |              |              |              |              |              |              |              |              |              |              |              |              |
| Sarah Goodhart       |              |              |              |              |              |              |              |              |              |              |              |              |              |              |              |              |              |              |              |              |              |              |
| Sam Gowland          |              |              |              |              |              |              |              |              |              |              |              |              |              |              |              |              |              |              |              |              |              |              |
| Stephanie Snowdon    |              |              |              |              |              |              |              |              |              |              |              |              |              |              |              |              |              |              |              |              |              |              |
| Adam Guthrie         |              |              |              |              |              |              |              |              |              |              |              |              |              |              |              |              |              |              |              |              |              |              |
| Alexander MacPherson |              |              |              |              |              |              |              |              |              |              |              |              |              |              |              |              |              |              |              |              |              |              |
| Nick Murdoch         |              |              |              |              |              |              |              |              |              |              |              |              |              |              |              |              |              |              |              |              |              |              |
| Dee Nguyen           |              |              |              |              |              |              |              |              |              |              |              |              |              |              |              |              |              |              |              |              |              |              |
| Grant Molloy         |              |              |              |              |              |              |              |              |              |              |              |              |              |              |              |              |              |              |              |              |              |              |
| Chrysten Zenoni      |              |              |              |              |              |              |              |              |              |              |              |              |              |              |              |              |              |              |              |              |              |              |
| Faith Mullen         |              |              |              |              |              |              |              |              |              |              |              |              |              |              |              |              |              |              |              |              |              |              |
| Natalie Phillips     |              |              |              |              |              |              |              |              |              |              |              |              |              |              |              |              |              |              |              |              |              |              |
| Tahlia Chung         |              |              |              |              |              |              |              |              |              |              |              |              |              |              |              |              |              |              |              |              |              |              |

     = Participou desta temporada como parte do elenco principal
     = Participações recorrentes nesta temporada
     = Participou desta temporada como convidado
     = Não participou nesta temporada

## Polêmicas
Em 05 de julho de 2013 quando foi anunciado que os Geordies estavam filmando a série, Holly Hagan e Vicky Pattison foram presas em uma noite de balada por agressão durante as filmagens e foram temporariamente suspensas até que se fosse tomadas as devidas investigações. Em 12 de julho 2013, foi anunciado que Sophie Kasaei tinha sido expulsa da casa Geordie por acusações de racismo na noite em que Holly Hagan e Vicky Pattison foram presas, Holly Hagan foi liberada em 21 de agosto de 2013.

## Recepção
Em uma coluna para Metro, Christopher Hooton descreveu o show como "um caleidoscópio berrante de seis blocos, tiros, lutas, fellatio simulado e seios expostos", mas disse que a crítica do show foi inútil dada a sua intenção, observando que "sendo chocado com a lascívia de Geordie Shore é como estar chocado com a falta de nutrição em um Pot Noodle. " Newcastle Central MP Chi Onwurah descreveu o show como" beirando a pornográfico ", e anunciou que ela vai ser levantando questões no Parlamento sobre a questões levantadas pelo programa. Newcastle também se beneficiou do show, o aumento do turismo. Hotéis e agentes de viagens têm atribuído o aumento de reservas, por tanto como três dos quatro vezes em 2012, a partir de 2011, à popularidade do programa.
O show foi um sucesso continuado para a MTV UK. Geodie Shore A Batalha, foi assistido por 1.195.000 espectadores, ou seja, este é o episódio mais assistido até à data.
O show também foi muito popular na rede social Twitter com o elenco cronometrando-se um total de 11,350,000 seguidores.

## Exibição

#### Transmissão no Brasil
No Barsil, Geordie Shore vem sendo transmitido desde 2014, pelo canal de televisão por assinatura MTV, com sua primeira temporada estreando em 10 de janeiro de 2014.

#### Transmissão em Portugal
Em Portugal, Angola e Moçambique, o reality vem sendo transmitido pela MTV Portugal desde 2013, com sua primeira temporada estreando em 16 de janeiro do mesmo ano.

## Spin-offs
- Judge Geordie[4] (2015)
- Goldie Shore: Radgies To Riches[5] (2018)
- The Charlotte Show[6] (2018–19)
- Geordie Shore OGs[7] (2019–21)
- Geordie Stories: Charlotte’s New Baby[8] (2025)